# 尼博克区
尼博克區（英語：Nibok District）是太平洋島國諾魯的一個行政區，位於該島的西部。平均海拔20公尺（最高海拔50米）。尼博克區是屬於Ubenide選舉區。
在尼博克區有一所幼兒園、一座教堂以及部分諾魯磷酸鹽公司所屬的運礦列車軌道。

## 最早的村落
Anakawiduwa、Angoweang、Daubugingarawa、Eateragabe、Eatobwadae、Edet、Etabae、Ganoko、Miage、Wengom 和 Yedwen，共計11個。